# Gary Holt
Gary Wayne Holt (ur. 4 maja 1964 w Richmond w stanie Kalifornia) – amerykański muzyk, kompozytor i gitarzysta. 
Jest znany przede wszystkim jako wieloletni gitarzysta formacji Exodus w której występuje z przerwami od 1980 roku. Holt współpracował ponadto z grupami Sexoturica i Wardance. Od 2011 roku zastępuje gitarzystę grupy Slayer, Jeffa Hannemana (zmarłego w 2013).
Holt jako inspiracje wymienia takich gitarzystów jak: Ritchie Blackmore, Michael Schenker, Angus Young, Tony Iommi, Uli Jon Roth, Matthias Jabs oraz Ted Nugent. Z kolei do jego ulubionych zespołów należą: Venom, Motörhead, Black Sabbath, wczesne Iron Maiden oraz Judas Priest. W 2004 roku muzyk wraz z Rickiem Hunoltem został sklasyfikowany na 72. miejscu listy 100 najlepszych gitarzystów heavymetalowych wszech czasów według magazynu Guitar World.
Gary Holt jest żonaty z Lisą Perticone, z którą ma dwie córki. Wraz z rodziną mieszka w Pinole w stanie Kalifornia. Perticone ma również nastoletnią córkę z innego związku.

## Dyskografia
- Panic - Epidemic (1991, gościnnie)
- Hypocrisy - Virus (2005, gościnnie)
- Destruction - D.E.V.O.L.U.T.I.O.N. (2008, gościnnie)
- Warbringer - Waking into Nightmares (2009, gościnnie)
- Heathen - The Evolution of Chaos (2009, gościnnie)
- Witchery - Witchkrieg (2010, gościnnie)
- Slayer - Repentless (2015)
- Metal Allegiance - Metal Allegiance (2015, gościnnie)[12]

## Filmografia
- Get Thrashed (2006, film dokumentalny, reżyseria: Rick Ernst)[13]